# Stazione di Treptower Park
La stazione di Treptower Park è una stazione ferroviaria posta sulla Ringbahn di Berlino.

## Movimento
La stazione è servita dalle linee S 41, S 42, S 8, S 85 e S 9 della S-Bahn.

## Interscambi
- Fermata autobus